# Эзине (Чанаккале)
Эзине (тур. Ezine) — город и район в провинции Чанаккале (Турция).

## История
В 1912 году в городе и районе проживали:
Турки - 15 434 чел.
Греки - 6 900 чел.
Армяне - 621 чел.
Евреи - 165 чел.